# Villa Vivios
 (mai 2023).
- Si vous ne connaissez pas le sujet, laissez ce bandeau (vous pouvez alors contacter les auteurs).
- Si vous supprimez le contenu mis en cause (vous pouvez préalablement contacter les auteurs),

argumentez précisément cette suppression dans la page de discussion
(un manque de référence n'est pas un argument ; une recherche réelle de référence doit avoir été effectuée, être formellement documentée).
 (août 2022).
Si vous disposez d'ouvrages ou d'articles de référence ou si vous connaissez des sites web de qualité traitant du thème abordé ici, merci de compléter l'article en donnant les références utiles à sa vérifiabilité et en les liant à la section « Notes et références ».
La villa de Vivios est une villa gallo-romaine située dans la commune française de Lespignan, dans le département de l’Hérault. Au point de vue étymologique, le nom dériverait soit du latin bivium pour bifurcation, soit de Viviers qui désignait, au XVIIIe siècle, un chemin du voisinage et pourrait orienter aussi vers une hypothèse fonctionnelle. En fait, remontant dans le passé, il se rattacherait à celui d'un gentilicium du Biterrois.

### Biographies
- Bouet, A. - Les thermes privés et publics en Gaule Narbonnaise, 2 vol., EFR, Rome, Vol.II, Catalogue, 2003, p. 141-142.
- Clavel-Lévêque, M.et A. Lopez, 2016 - À propos des mosaïques romaines du château de la Vernède (Nissan : ouest de l'Hérault) et leurs représentations figurées. Bull. Soc.Et.Sci.nat Béziers, N.S., T.XXVIII-69e volume, années 2015-2016, , p. 34-49.
- Durand, Th., abbé, Lespignan. Étude historique et archéologique Imprimerie générale J.Sapte, Béziers, 1895, 74 pp.
- Ferdière, A.,2015 - “Essai de typologie des greniers ruraux de Gaule du Nord », RACF, 54, 2015, https//journals.openedition.org/racf/2294 Stephan Martin (ed.), Rural granaries in Northern Gaul (Sixth Century BCE-Fourth Century CE), Boston-Leyden, Brill, 2019.
- Fouillet,N. et G. Morillon avec la collaboration de M. Poux, 2017 - « Les greniers maçonnés ruraux antiques à plancher surélevé dans les provinces des Gaules et des Germanies », in F. Trément, "Produire Transformer et stocker dans les campagnes des Gaules romaines. Problèmes d’interprétation fonctionnelle et économique des bâtiments d’exploitation et des structures de production agro-pastorale, Bordeaux, Aquitania, 2017, p. 389-406
- Lopez, A.,2019 - L'Uvette ou Raisin de Mer (Ephedra distachya : Ephedracées), un marqueur biologique témoin d'anciens rivages dans le Sud-biterrois. Bulletin de la Société archéologique, scientifique et littéraire de Béziers, 2019, p.11-31.
- Lopez,A., 2020 - Le Pecten glabre et autres coquillages marins très appréciés dans le Biterrois durant l'antiquité. Leur origine probable. Bull. de la Société archéologique, scientifique et littéraire de Béziers, p.45-71.
- Pomarèdes, H et O. Ginouves, 1991 - Etude d’impact archéologique et sondages. Lespignan : Vivios/ Les Rompudes/ Les Sèches, 1991, p. 19. D. Ugolini et C. Olive, Carte archéologique de la Gaule, Le Biterrois, 34/5, Lespignan, 2013, p. 243- 253 et Nissan-lez-Ensérune, p. 381-382.
- Clavel-Lévêque, M.et A. Lopez, 2021 - La Fabrique de la villa Vivios-Vibianum (Lespignan, Hérault) in "La double Vie du Patrimoine".Parc Culturel du Biterrois, sous presse.